# Ihsahn
Ihsahn, właśc. Vegard Sverre Tveitan (ur. 10 października 1975) – norweski muzyk, kompozytor, wokalista, autor tekstów i multiinstrumentalista, a także producent muzyczny. Ihsahn znany jest przede wszystkim z występów w blackmetalowym zespole Emperor. Tworzył również, wraz z żoną Ihriel, grupę Peccatum. We wczesnym okresie działalności artystycznej używał pseudonimu Ygg. Od 2006 roku prowadzi solową działalność artystyczną.
W latach 90. XX w. pobierał lekcje śpiewu operowego.

## Życiorys
Tveitan urodził się w Norwegii i w wieku siedmiu lat zaczął grać na fortepianie, a po trzech latach rozpoczął naukę gry na gitarze i wkrótce potem zaczął już nagrywać własne utwory. Inspirację czerpał z różnych dziedzin muzyki: metalowej, poważnej, ambientowej czy techno. Dorastał na dużej farmie na wsi.
Swojego kolegę w wielu muzycznych projektach – Tomasa Haugena (ps. Samoth) – spotkał w wieku 13 lat w szkole muzycznej. Haugen zwrócił uwagę na jego naszywki Iron Maiden. W 1991 założyli razem Thou Shalt Suffer, death/blackmetalowy zespół, w którym Tveitan był gitarzystą i klawiszowcem. Nagrali dwie kasety demo, po czym Samoth odszedł z zespołu. Tveitan został sam, jednak kontynuuje ten projekt aż do dziś.
Po odejściu Samotha z Thou Shalt Suffer, obaj założyli zespół Emperor, w którym Tveitan znów grał na gitarze. Ich muzyka była już bliższa black metalowi, również dzięki grze Tveitana na klawiszach, co zostało wzmocnione w późniejszych wydaniach. Dzięki wsparciu Øysteina Aarsetha (ps. Euronymous) z Mayhem, zespół po kilku demach wydał pierwszy album In the Nightside Eclipse. Krótko potem Tveitan został w zespole sam, gdyż policja aresztowała jego kolegów z zespołu. Osiadł w posiadłości rodzinnej i skomponował wiele z tego, co później pojawiło się na albumie Anthems to the Welkin at Dusk (nagranym po zwolnieniu warunkowym Haugena).
W 1995 został wydany minialbum projektu Zyklon-B zatytułowany Blood Must Be Shed z udziałem członków zespołów Emperor i Satyricon, z Tveitanem na syntezatorze. W 1998 Tveitan utworzył wraz z żoną Ihriel eksperymentalny zespół Peccatum. W 1999 Emperor wydał IX Equilibrium.
Znakiem rozpoznawczym Peccatum jest użycie dźwięków syntetycznych oraz mieszanie czystego wokalu z growlem. Przez okres swojego istnienia Peccatum wydał trzy albumy oraz dwa minialbumy, po czym w roku 2006 zakończył działalność.
Ostatni album Emperor został wydany w 2001. Album studyjny, Prometheus – The Discipline of Fire & Demise, w całości skomponowany przez Tveitana, był bardziej skomplikowany melodycznie i mniej syntetyczny niż poprzednie albumy. Jeszcze tego samego roku członkowie zespołu zdecydowali się rozstać, dając sobie więcej wolnego czasu na poboczne projekty.
30 sierpnia 2005 roku Emperor pojawił się, zaskakując wszystkich, na imprezie z okazji 15. rocznicy istnienia Scream, na The Rockefeller (w Oslo). Cała akcja trzymana była w tajemnicy, o której wiedziało tylko parę osób. Zagrali wówczas trzy utwory. Była to zapowiedź powrotu zespołu, który miał wystąpić kilkakrotnie w Europie i w USA w 2006, mianowicie na festiwalach Wacken i Inferno Festival.
Pierwszy solowy album The Adversary został wydany 10 kwietnia 2006 roku. Cały materiał został skomponowany i nagrany przez Tveitana, zagrał też na wszystkich instrumentach prócz perkusji, gdzie wspomógł go Asgeir Mickelson. Muzycznie jest to połączenie tradycyjnego heavy metalu i black metalu z muzyką poważną. Album nagrany został w Symphonique Studios w Norwegii i wyszedł nakładem Mnemosyne Productions (wytwórnia Ihriel, założona w 2003 roku). Do utworu Invocation nakręcono teledysk.
W 2007 roku, razem z żoną Ihriel i ludowym skrzypkiem o nazwisku Knut „Grimen” Buen, pod szyldem Hardingrock nagrał utrzymany w stylu folk metal album Grimen.

## Życie prywatne
Mieszka wraz z żoną i psem (rasy Akita) w Notodden w Norwegii. Pracuje też jako nauczyciel muzyki w lokalnej szkole.

## Zespół
| Obecny skład zespołu - Ihsahn – gitara basowa, gitara, instrumenty klawiszowe, wokal prowadzący (od 2005) - Tobias Ørnes Andersen – perkusja (2010-2013, od 2015) - Robin Ognedal – gitara, wokal wspierający (od 2015) - Einar Solberg – instrumenty klawiszowe, wokal wspierający (2010-2014, od 2016) - Nicolay Tangen Svennæs – instrumenty klawiszowe, wokal wspierający (od 2015) Muzycy sesyjni - Asgeir Mickelson – perkusja (2006, 2008, 2010) - Tobias Ørnes Andersen – perkusja (2012, 2013) - Lars Norberg – gitara basowa (2008, 2010) | Byli muzycy koncertowi - Halvor Strand – gitara basowa (2009-2011) - Øystein Landsverk – gitara, wokal wspierający (2010-2014) - Tor Oddmund Suhrke – gitara, wokal wspierający (2010-2014) - Rein T. Blomquist – gitara basowa (2011–2013) - Martin Skrebergene – gitara basowa (2013–2014) - Baard Kolstad – perkusja (2013–2014) - Kenneth Kapstad – perkusja (2015) |

## Dyskografia
Albumy solowe
| The Adversary                           | - Data: 5 kwietnia 2006 - Wydawca: Mnemosyne/Candlelight      | 33 | –  | –  |                  |
| AngL                                    | - Data: 26 maja 2008 - Wydawca: Mnemosyne/Candlelight         | –  | –  | –  |                  |
| After                                   | - Data: 26 stycznia 2010 - Wydawca: Mnemosyne/Candlelight     | 38 | –  | 31 | - USA: 1,3 tys.+ |
| Eremita                                 | - Data: 18 czerwca 2012 - Wydawca: Mnemosyne/Candlelight      | –  | –  | 34 | - USA: 0,9 tys.+ |
| Das Seelenbrechen                       | - Data: 21 października 2013 - Wydawca: Mnemosyne/Candlelight | –  | –  | –  | - USA: 0,7 tys.+ |
| Arktis                                  | - Data: 8 kwietnia 2016 - Wydawca: Mnemosyne/Candlelight      | –  | 43 | 13 | - USA: 0,9 tys.+ |
| Ámr                                     | - Data: 4 maja 2018 - Wydawca:Candlelight                     |    | –  | 6  |                  |
| „–” oznacza, że album nie był notowany. |                                                               |    |    |    |                  |

Inne
| Album                                                                     | Rok  | Uwagi                                           | Źródło |
| ------------------------------------------------------------------------- | ---- | ----------------------------------------------- | ------ |
| Ildjarn – Ildjarn                                                         | 1993 | gościnnie: śpiew                                | [ 16 ] |
| Wongraven – Fjelltronen                                                   | 1995 | gościnnie: instrumenty klawiszowe               | [ 17 ] |
| Zyklon-B – Blood Must Be Shed                                             | 1995 | gościnnie: instrumenty klawiszowe, gitara       | [ 18 ] |
| Ulver – Themes from William Blake’s The Marriage of Heaven and Hell       | 1998 | gościnnie: śpiew                                | [ 19 ] |
| Arcturus – The Sham Mirrors                                               | 2002 | gościnnie: śpiew                                | [ 20 ] |
| Hardingrock – Grimen                                                      | 2007 | gitara, programowanie, śpiew, realizacja nagrań | [ 21 ] |
| The Devin Townsend Project – Deconstruction                               | 2011 | gościnnie: śpiew                                | [ 22 ] |
| Leprous – Bilateral                                                       | 2011 | śpiew, realizacja nagrań                        | [ 23 ] |
| Jeff Loomis – Plains of Oblivion                                          | 2012 | gościnnie: śpiew                                | [ 24 ] |
| Leprous – Coal                                                            | 2013 | śpiew, realizacja nagrań, produkcja muzyczna    | [ 25 ] |
| Revolution Harmony – We Are (feat. Serj Tankian, Ihsahn & Devin Townsend) | 2013 | gościnnie: śpiew                                | [ 26 ] |
| Leprous – The Congregation                                                | 2015 | realizacja nagrań                               | [ 27 ] |

## Teledyski
| Tytuł                         | Rok  | Reżyseria     | Album             | Źródło |
| ----------------------------- | ---- | ------------- | ----------------- | ------ |
| „Invocation”                  | 2006 | Geir Gasodden | The Adversary     | [ 28 ] |
| „NaCl” (lyric video)          | 2013 | –             | Das Seelenbrechen | [ 29 ] |
| „Mass Darkness” (lyric video) | 2015 | –             | Arktis            | [ 30 ] |

## Filmografia
| Tytuł                           | Rok  | Uwagi                                                 | Źródło |
| ------------------------------- | ---- | ----------------------------------------------------- | ------ |
| „Det svarte alvor”              | 1994 | film dokumentalny, reżyseria: Gunnar Grøndahl         | [ 31 ] |
| „Metal: A Headbanger’s Journey” | 2005 | film dokumentalny, reżyseria: Sam Dunn, Scot McFayden | [ 32 ] |

## Nagrody i wyróżnienia
| Rok  | Kategoria                                | Tytułem                                                | Nagroda                  | Nota        | Źródło |
| ---- | ---------------------------------------- | ------------------------------------------------------ | ------------------------ | ----------- | ------ |
| 2002 | Metal                                    | Emperor – Prometheus – The Discipline of Fire & Demise | Spellemannprisen, 2001   | Nagroda     | [ 33 ] |
| 2011 | Metal                                    | Ihsahn – After                                         | Spellemannprisen, 2010   | Nominacja   | [ 34 ] |
| 2011 | The Best Progressive Metal Album         | Ihsahn – After                                         | Metal Storm Awards, 2010 | 2. miejsce  | [ 35 ] |
| 2013 | The Best Progressive Metal Album         | Ihsahn – Eremita                                       | Metal Storm Awards, 2012 | 12. miejsce | [ 36 ] |
| 2014 | The Best Avantgarde / Experimental Metal | Ihsahn – Das Seelenbrechen                             | Metal Storm Awards, 2013 | 1. miejsce  | [ 37 ] |